# Cricetomins
Els cricetomins (Cricetomyinae) són una petita subfamília de miomorfs de mida gran a molt gran, originaris de l'Àfrica subsahariana. Tenen un aspecte similar al de les rates i es caracteritzen pels seus grans sacs bucals, que donen nom a aquest grup («Cricetomyinae» significa ‘ratolins-hàmster’). Tanmateix, no són ni rates ni hàmsters. Tenen la cua llarga i nua i els ulls petits. Es tracta d'animals nocturns que ocupen tots els hàbitats possibles, des de les sabanes seques fins a les selves pluvials.